# 幸町 (室蘭市)
幸町（さいわいちょう）は北海道室蘭市の町。住居表示実施済み。郵便番号は051-0016。かつて同名の字が存在した。

## 地理
室蘭市の南部に位置し、北西に常盤町、北から東に中央町、南東に山手町、南に本町と接し、西は内浦湾に面する。

### 海洋
- 内浦湾

## 地域の特徴
室蘭市の都市計画マスタープランでは蘭西地域に属する。
町域の東寄りを北海道道919号中央東線が縦断し、そこから西に向かって緩やかな上り勾配となっている。町域西部の砂浜は電信浜児童遊泳場となっている。

町域の東部に室蘭市役所，NTT東日本 室蘭西電話交換所、中央付近に室蘭幸町郵便局，北海道労働金庫 室蘭支店，室ガス文化センター，室蘭市民美術館，日本キリスト教会 室蘭教会，北海道電力ネットワーク 室蘭中央変電所がある。

## 歴史
現市役所庁舎は、1941年（昭和16年）に当時公園町にあった旧庁舎が焼失後、1952年（昭和27年）から1962年（昭和37年）まで3期に渡って建設された。

### 地名の由来
字名改正時に佳名として選ばれた。

遊泳場の電信浜の名前の由来は、1891年（明治24年）に室蘭の対岸である砂原との間に逓信省が、この浜から海底電線を敷いたことによる。

### 沿革
- 1922年（大正11年）4月1日 - 字名改正により本町（大字）の一部が幸町（字）となる[6]。
- 1922年（大正11年）8月1日 - 市制施行により室蘭区幸町は室蘭市幸町となる[8]。
- 1966年（昭和41年）7月1日 - 幸町新設[9]。

### 町名の変遷
| 実施内容          | 実施年月日               | 実施後     | 実施前                           |
| ----------------- | ------------------------ | ---------- | -------------------------------- |
| 字名改正          | 1922年（大正11年）4月1日 | 幸町（字） | 本町（大字）の一部               |
| 町名新設 住居表示 | 1966年（昭和41年）7月1日 | 幸町       | 本町（字），清水町（字）の各一部 |

## 世帯数と人口
2023年（令和5年）12月31日現在（室蘭市発表）の世帯数と人口は以下の通りである。
| 町   | 世帯数  | 人口  |
| ---- | ------- | ----- |
| 幸町 | 198世帯 | 288人 |

### 人口の変遷
国勢調査による人口の推移。
| 1995年（平成7年）  | 427人 | [ 10 ] |  |
| 2000年（平成12年） | 359人 | [ 11 ] |  |
| 2005年（平成17年） | 307人 | [ 12 ] |  |
| 2010年（平成22年） | 270人 | [ 13 ] |  |
| 2015年（平成27年） | 343人 | [ 14 ] |  |
| 2020年（令和2年）  | 360人 | [ 15 ] |  |

### 世帯数の変遷
国勢調査による世帯数の推移。
| 1995年（平成7年）  | 205世帯 | [ 10 ] |  |
| 2000年（平成12年） | 183世帯 | [ 11 ] |  |
| 2005年（平成17年） | 166世帯 | [ 12 ] |  |
| 2010年（平成22年） | 148世帯 | [ 13 ] |  |
| 2015年（平成27年） | 146世帯 | [ 14 ] |  |
| 2020年（令和2年）  | 125世帯 | [ 15 ] |  |

## 学区
市立小・中学校に通う場合、学区は以下の通りとなる。
| 町   | 街区 | 小学校               | 中学校               |
| ---- | ---- | -------------------- | -------------------- |
| 幸町 | 全域 | 室蘭市立みなと小学校 | 室蘭市立室蘭西中学校 |

## 交通

### 道路
- 北海道道919号中央東線

## 施設

### 役所・公的機関
- 室蘭市役所

### 公共施設
- 室ガス文化センター

### 金融機関
- 室蘭幸町郵便局
- 北海道労働金庫 室蘭支店

### 文化施設
- 室蘭市民美術館

### 教会
- 日本キリスト教会 室蘭教会

### その他
- 電信浜児童遊泳場
- 北海道電力ネットワーク 室蘭中央変電所
- NTT東日本 室蘭西電話交換所